# Amsterdamsche Droogdok Maatschappij

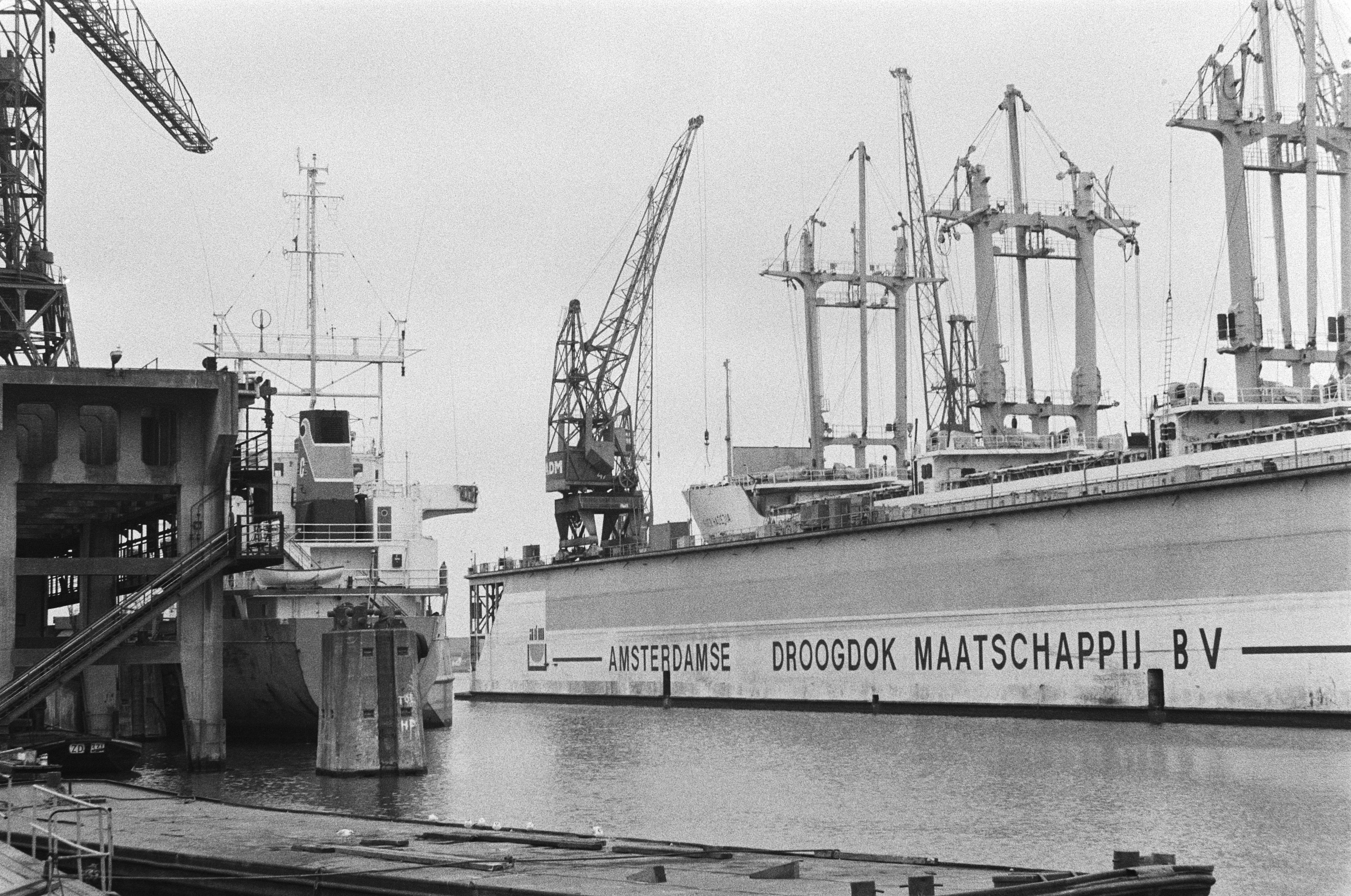
Amsterdamsche Droogdok Maatschappij in 1981

De Amsterdamsche Droogdok Maatschappij NV (ADM) was een scheepswerf en machinefabriek die tussen 1877 en 1985 in Amsterdam actief was op het gebied van scheepsreparatie, omvangrijke scheepsverbouwingen en machinebouw. Tussen 1950 en 1965 hield het bedrijf zich ook bezig met nieuwbouw van schepen. 

## Oprichting

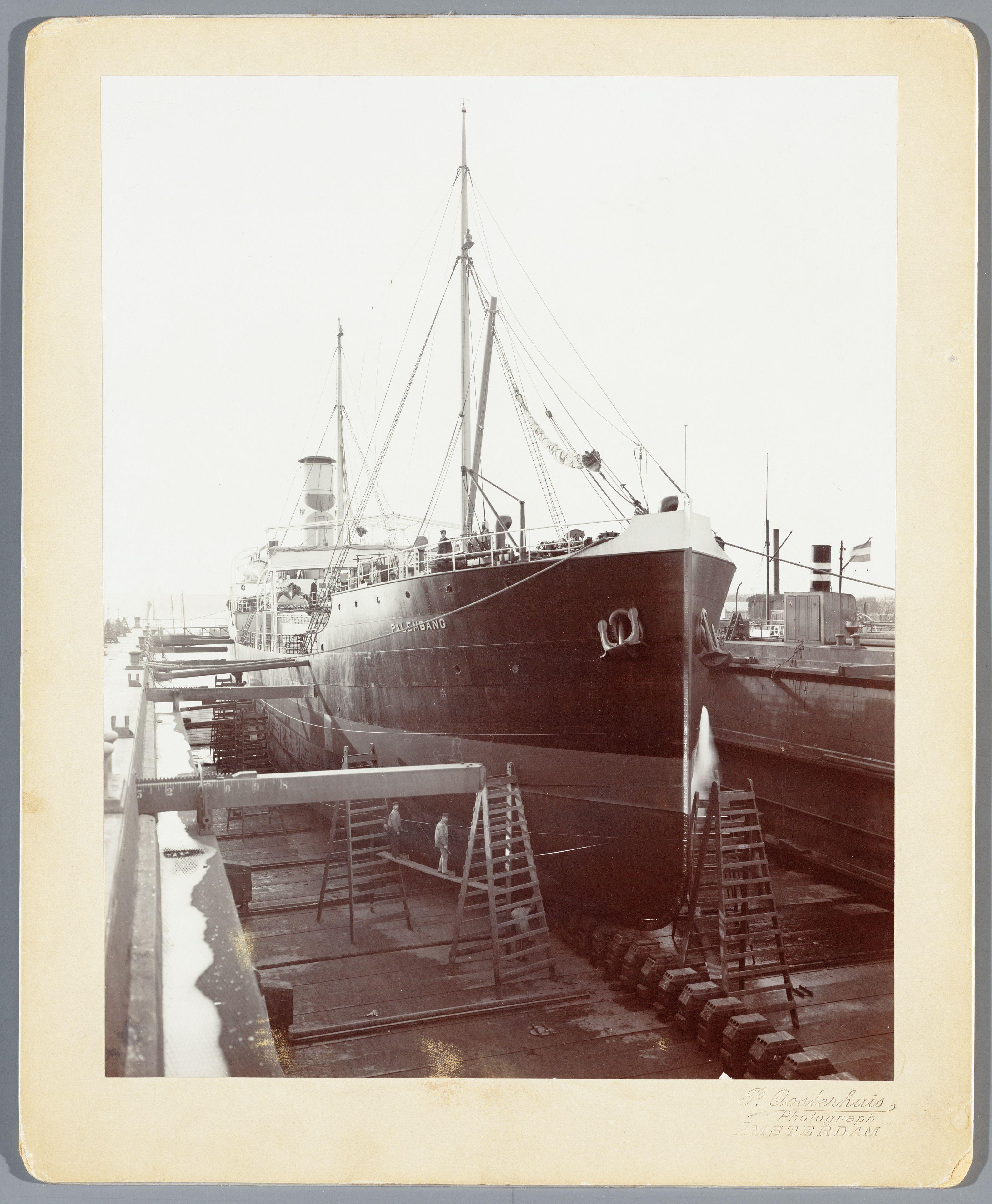
Het tankschip Palembang in een droogdok van de Amsterdamsche Droogdok Maatschappij (1905)

De ADM werd opgericht op 4 september 1877, mede op initiatief vanuit de Stoomvaart Maatschappij Nederland, een Amsterdamse rederij met Amsterdamse aandeelhouders, onder meer George August Tindal. Het benodigde startkapitaal (4 ton) kon maar met moeite bijeen gebracht worden, er werd tevens een obligatielening van 5 ton uitgeschreven. Het bedrijf werd gevestigd op een in 1878 aangekocht terrein aan de noordzijde van het IJ, waar een jaar later het eerste droogdok, een ontwerp van John Elder & Co. te Glasgow uitgevoerd door de Union te Dortmund, werd afgemeerd. De bijbehorende reparatiewerkplaats was een kopie van een bestaande inrichting van Charles Bosch Reitz te Den Helder waarvan de inventaris compleet werd overgeplaatst. In 1884 werden het terrein en een droogdok van de nabijgelegen werf van Von Lindern & Co. aangekocht. Het bedrijf richtte zich geheel op het onderhouden, herstellen, verbouwen en verlengen van schepen waarvoor mede in de loop der jaren een complete machinefabriek, inclusief gieterij tot stand kwam. Begin 20e eeuw omvatte het complex in het hoofdgebouw een  modelmakerij en draaierij, stelplaats en ketelmakerij en smederij. De gieterij (uitgerust met twee koepelovens en vier kopergietovens) was in een apart gebouw ondergebracht. De personeelsbezetting schommelde, zoals bij reparatiebedrijven gewoon is, nogal; In 1908 van 400 tot 600 werklieden. 

## Scheepsbouwactiviteiten

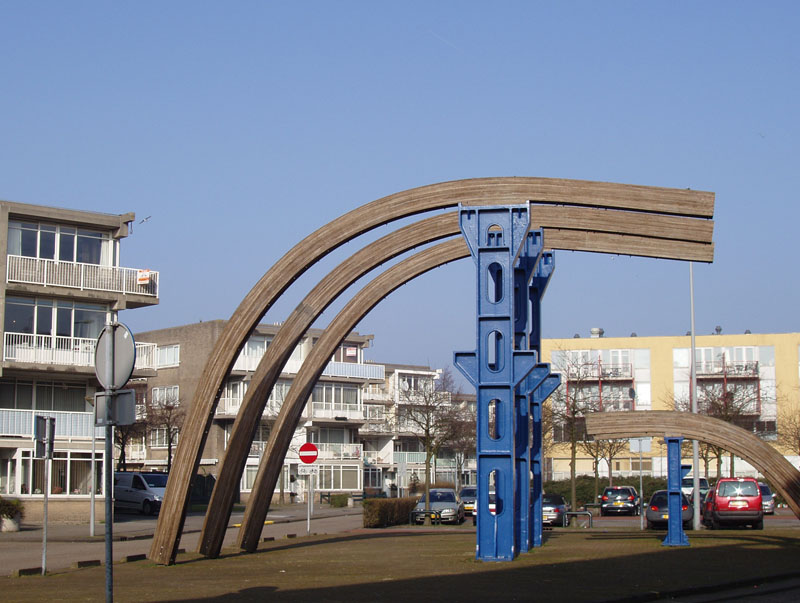
Het ADM Monument op de plaats waar vroeger de werf stond

De opening van de Middensluis in IJmuiden in 1896 betekende dat Amsterdam grotere schepen kon ontvangen en voor de ADM de bestelling van een nieuw en groter droogdok. De toename van de scheepstonnages in de loop der jaren wordt fraai geïllustreerd door de toenemende grootte van de door de ADM achtereenvolgens in gebruik genomen droogdokken (jaar van ingebruikname en hefvermogen tussen haakjes):
- Koninginnedok [Dok 2] (1879, 4000 ton)
- Koningsdok [Dok 1] (1884, 3000 ton, door aankoop)
- Wilhelminadok [Dok 3] (1899, 7500 ton)
- Julianadok [Dok 4] (1911, 12.000 ton, 1912 verlengd tot 16.500 ton, 1938 verkocht)
- Hendrikdok [Dok 5, vanaf 1938 Dok 4] (1924, 25.000 ton)

Op 22 september 1944 werd het Hendrikdok, met daarin het Italiaanse schip XXIV Maggio, door een speciaal 'Sprengkommando' van de Duitse genie tot zinken gebracht. Het werd in 1949 gelicht, in eigen beheer hersteld en in 1950 weer in gebruik genomen.
De personeelsomvang bedroeg begin jaren twintig een duizend werklieden. Midden jaren twintig omvatte het bedrijfsterrein 96.500 m². De crisis hakte erin. In 1931 zijn er nog maar 230 mensen in dienst, in 1936 weer toegenomen tot een 500. De jaren twintig waren gunstig, ook voor de aandeelhouders, met dividenden van 7-15%. Over 1930-1936 werd de dividenduitkering gestaakt, 1937-1940: weer 8-10%. 

## Wederopbouw en groei
Vanaf 1950 heeft de ADM ook vijftien jaar lang nieuwe schepen gebouwd. Omdat het bedrijf niet over scheepshellingen beschikte, gebeurde dit door de bouw van geprefabriceerde secties die in Dok 2 werden geassembleerd. De tewaterlating vond dan ook plaats door middel van een 'uitdokking': het vol laten lopen van het droogdok en uitvaren van het schip. In 1965 stopte de ADM met de nieuwbouw en richtte zich geheel op haar specialiteit: scheepsreparatie.
Omdat de werf in Amsterdam-Noord onvoldoende uitbreidingsmogelijkheden had, kocht de ADM in 1960 een terrein in het westelijk havengebied waar een tweede vestiging werd gebouwd. Op het terrein van 42 hectare verrezen een grote loods en een kantoorpand; aan het water werd een pier aangelegd. Voor deze nieuwe vestiging, de 'Werf Westhaven', werd in 1965 in eigen beheer een nieuw dok gebouwd, Dok 5. De oude vestiging in Noord werd de 'Werf Noord'.
De afdeling machinebouw nam lange tijd helft van de totale bezetting van de werf voor zijn rekening. Tot en met de Tweede Wereldoorlog werden alleen reparaties uitgevoerd, daarna ook nieuwbouw. Men bouwde stoomketels, stoommachines, dieselmotoren en gasgeneratoren, deels in licentie van bekende fabrikanten. De machinefabriek van de ADM hield zich ook bezig met de uiterst ingewikkelde constructie van sneldrukpersen voor drukkerijen.
Voor de huisvesting van de arbeidskrachten werd in 1951 een aparte nv opgericht, Woningbouw Landsmeer, waarvan alle aandelen in bezit van de ADM waren. Deze nv had medio jaren vijftig 118 personeelswoningen in bezit.

## Fusie en faillissement

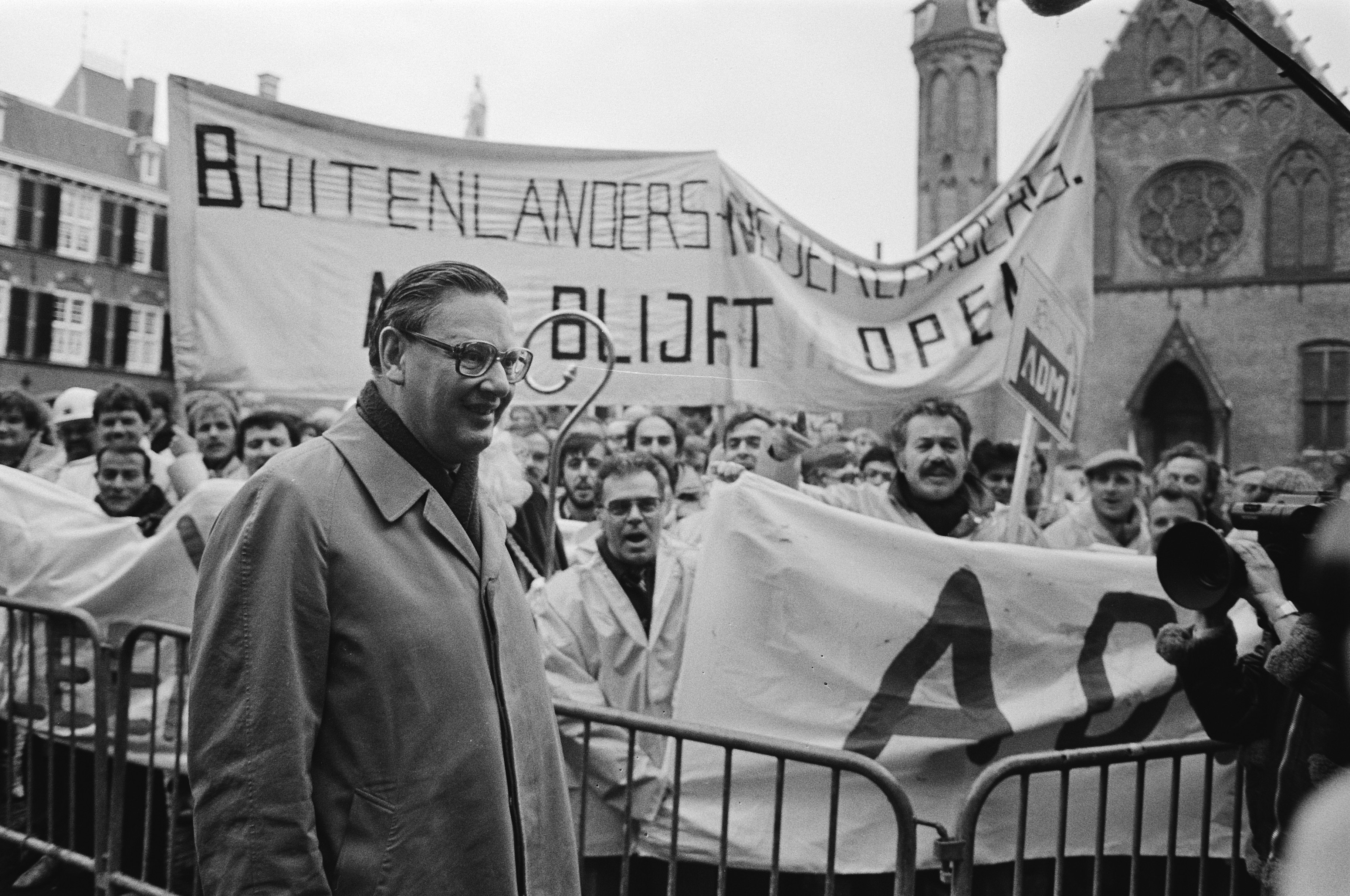
ADM-medewerkers protesteren tegen de dreigende sluiting, 1982

Door de economische teruggang moest de ADM in 1978 het bedrijf sluiten en werd gedwongen te fuseren met de Nederlandsche Dok en Scheepsbouw Maatschappij NV (NDSM). De reparatiewerkzaamheden van beide bedrijven werden ondergebracht in een nieuwe Amsterdamse Droogdok Maatschappij BV, de nieuwbouw in de Nederlandse Scheepsbouw Maatschappij BV (NSM). Ook deze combinatie was geen lang leven meer beschoren en in 1985 werd de ADM/NSM failliet verklaard. Ter nagedachtenis werd in de wijk IJplein (gebouwd op de oude terreinen van de ADM in Noord) een straat/plein vernoemd: Het Dok. Op dat plein staat ook het ADM-Monument en een gedenksteen.
Het terrein van de 'Werf Noord' werd bestemd voor woningbouw. De 'Werf Westhaven' werd in 1987 gekraakt, in 1992 ontruimd, in 1997 verkocht aan de omstreden vastgoedspeculant "bulldozer" Bertus Lüske en opnieuw gekraakt. Lüske werd in 2003 geliquideerd.

## Woon- en werkgemeenschap
Na 1997 kraakte een bewoners- en werkgroep het terrein en realiseerde er een woon- en werkgemeenschap. In juli 2018 oordeelde de Raad van State dat de bewoners van het terrein uiterlijk eind 2018 moesten vertrekken. In januari 2019 werden de laatste overgebleven bewoners door de ME van het terrein verwijderd en werd alsnog een begin gemaakt met het realiseren van de oorspronkelijke herbestemmingsplannen.